# Latinoamérica
"Latinoamérica" é uma canção da banda porto-riquenha Calle 13, lançada em 2011 como um single, sendo o quinto do álbum Entren los que quieran. Conta com a participação das cantoras Susana Baca, Totó la Momposina e Maria Rita (do Peru, Colômbia e Brasil, respectivamente).
Em 2011, ganhou dois prêmios Grammy Latino: Gravação do Ano e Canção do Ano.
O vídeo da música traz imagens gravadas em 2011 no Peru, além de gravações não utilizadas no documentário Sin Mapa, que o grupo fez durante uma viagem pela América Latina. Essas imagens são intercaladas com cenas da dupla tocando no estúdio de uma rádio das montanhas peruanas, cujo locutor fala Quíchua. Sua letra trata de temas históricos e socioculturais do continente latino-americano. Musicalmente falando, trata-se de uma mistura de "salsa, cumbia e tango."